# Румяна Радкова
Румяна Георгиева Радкова-Камбурова е българска историчка, член-кореспондент на БАН.

## Биография
Родена е на 7 юли 1939 г. в Шумен. През 1962 г. завършва висше образование (магистър) по история и архивно дело в Софийския държавен университет. Между 1962 и 1967 г. е уредник на Народния музей „Рилски манастир“. В периода 1965 – 1969 г. е аспирант (докторант) в Института по история на Българската академия на науките. През 1969 г. защитава дисертация на тема „Рилският манастир като национално и културно средище през Възраждането“ за степента кандидат на историческите науки (днес доктор по история) с ръководител проф. д-р Виржиния Паскалева. След това става научен сътрудник в Института по история. От 1975 г. е старши научен сътрудник. През 1985 г. защитава дисертация на тема „Българската интелигенция през Възраждането (ХVІІІ – първата половина на ХІХ век)“ за доктор на историческите науки. От 1989 г. е старши научен сътрудник I ст. (професор) в същия институт. Между 1989 и 1991 г. е ръководител на секцията „История на българския народ ХV–ХІХ век“. От 2008 г. е член-кореспондент на БАН. Специализирала е в Москва (1972), Чехия, Полша, Кипър и Австрия. Награждавана е с орден „Кирил и Методий“ – II ст., орден „Климент Охридски“ (1985) и голяма награда за история на Президиума на БАН „Проф. Васил Златарски“ за труда „Българската интелигенция през Възраждането (ХVІІІ – първа половина на ХІХ в)“ (1987). Преподавала е в Софийския университет (1974 – 1975, 1985 – 1987), Нов български университет (1995 – 2000) и Варненския свободен университет (1996 – 2001).
Доктор хонорис кауза на Югозападния университет в Благоевград (2023).